# Serafino Marchionni
Serafino Marchionni (Montegranaro, 13 ottobre 1875 – Fermo, 11 agosto 1963) è stato un monaco cristiano, inventore e stenografo italiano, creatore di un omonimo sistema stenografico.

## Biografia
Il monaco agostiniano Serafino Marchionni creò un originale sistema stenografico di tipo geometrico, ispirandosi soprattutto ad Isaac Pitman, ma tentando una maggiore facilità di tracciamento e di unioni, proporzionando i segni secondo la loro percettibilità e frequenza, e differenziandone le dimensioni e le posizioni.  Iniziò il lancio del proprio metodo nel 1903. Trasferitosi poi a Roma, ed in seguito a Fermo, ne continuò costantemente la propaganda, ottenendo un discreto successo e buoni allievi, in particolare il campione di velocità Francesco Lucci; ma non ottenne mai un riconoscimento ufficiale, e dopo un buon primo periodo si trovò in declino. Nonostante l'autore si fosse dedicato con impegno al perfezionamento del metodo in varie pubblicazioni, nel 1908, poi nel 1911-12, ed in ultimo nel 1953, dopo la sua morte il sistema venne del tutto dimenticato.
La stenografia di Marchionni condivise l'ingiustificata malasorte di tutti i sistemi a base geometrica in Italia; causata dall'invece giustificata cattiva fama del primitivo, ma agli inizi molto diffuso, sistema Taylor-Delpino; un metodo geometrico ma poco efficiente, che di fatto "uccise" la Scuola geometrica in Italia; nonostante i successivi sistemi geometrici come il Marchionni e il Pitman-Francini si fossero dimostrati indubbiamente migliori.

## Opere
- Serafino Marchionni, Stenotachigrafia italiana, Acquaviva Picena 1903, 3ª ed. Ferrara 1905, 4ª ed. Amelia 1907
- Serafino Marchionni, Guida stenografica italiana, Roma 1953